# Посмітний Макар Онисимович
Мака́р Они́симович Посмі́тний (19 (31) січня 1895, село Джугастрове, тепер Іванівського району Одеської області — 3 квітня 1973, село Розквіт Одеської області) — організатор колгоспного виробництва в УРСР, голова колгоспу у Березівському районі Одеської області. Член ЦК КПУ в 1952—1973 р. Депутат Верховної Ради УРСР 2—3-го скликань. Член ЦВК СРСР у 1935—1937 роках. Депутат Верховної Ради СРСР 4—8-го скликань.

## Життєпис
Походив з багатодітної селянської родини; 3 12-ти років наймитував у колоніста. Учасник Першої світової війни з 1915 року: командир кулеметної обслуги, унтер-офіцер Російської імператорської армії. 1917 року повернувся в Джугастрове; при розподілі поміщицької землі йому дісталося 15 гектарів землі, кінь, плуг та борона.
1924 року організував в селі Розквіт Березівського району товариство по спільній обробці землі — починалося з 13-ти селян, яке під його керівництвом перетворилося на зразкове колективне господарство, спочатку звалося «Червона Україна». Восени до товариства долучився хутір Гладкий (згодом — село Розквіт) із 550 гектарами. 1926 року в господарстві з'явився трактор.
1929 року ТСОЗ «Червона Україна» перетворилося на сільськогосподарську артіль імені Будьонного, головою обрали Макара Посмітного. Першим запропонував саджати лісові смуги для запобігання винесення сильними вітрами чорнозему з полів; в колгоспі стали вирощувати виноградники та сади.
Член ВКП(б) з 1931 року.
До 1938 року в селі було подолано неписьменність. Протягом 1939—1941 років у колгоспі було зведено готель, електростанцію, клуб, великий корівник, маслобійню, млин, 2 артезіанські свердловини глибиною до 130 метрів, школу; село було радіофіковано.
1939 року нагороджений орденом «Знак Пошани». 1941 року на Всесоюзній сільськогосподарській виставці отримав золоту медаль.
У 1940—1941 роках — голова виконавчого комітету Березівської районної ради депутатів трудящих Одеської області.
З 1942 по 1945 рік служив у Червоній армії, учасник Другої світової війни. Служив командиром гарматної обслуги; в боях біля Великих Лук поранений. Був нагороджений двома медалями «За відвагу», медалями «За перемогу над Німеччиною у Великій Вітчизняній війні 1941—1945 років», «За перемогу над Японією». Повернувся старший сержант Посмітний в листопаді 1945-го.
У 1945 році обраний головою колгоспу імені Будьонного (згодом — колгоспу імені ХХІ з'їзду КПРС) села Розквіт Березівського району Одеської області. Займався відбудовою зруйнованого у часі війни, в цьому йому допомагав голова колгоспу «Здобуток Жовтня» Тальнівського району Черкаської області Федір Дубковецький.
1947 року колгосп вперше за час свого існування став мільйонером. У 1948 році було досягнуто рекордного по тих часах врожаю озимої пшениці в 33 центнери з гектару. За один рік — з 1948 по 1949-й була збудована нова електростанція, зведено ковальські та слюсарні майстерні, нафтобаза, корівники, телятники, цементно-черепицевий завод.
Двічі Герой Соціалістичної Праці — 1949 (це звання було присвоєне ще 10 працівникам господарства), 1958, заслужений працівник сільського господарства УРСР.
У селі зводиться винзавод, борошномельний комбінат із обладнанням для виробництва та фасування круп, пекарня, плодоовочевий комбінат. Ввів у використання в колгоспі інтенсивну систему меліорації у зернівництві — господарство отримувало по 3 врожаї на рік.
В 1960-х роках його турботами в Березівському районі засновано дитячий табір відпочинку «Чайка», яким у подальшому піклувалася Зінаїда Гришко. До 1967 року господарство мало на рахунку 3 300 000 карбованців. Середня місячна платня складала 120 карбованців до місяця — при 80 по УРСР; окрім того, селянам видавалася натуроплата — зерно, вироби консервного заводу, крупи, борошно, овочі, продукти виноградництва. Було зведено власну лікарню на 50 ліжок за рахунок колгоспу, Посмітний назвав її «міжколгоспною», тут оздоровлювалися мешканці усіх навколишніх сіл.
Останні роки домучувала хвороба, ампутували ногу.
Делегат 19, 20, 21, 22, 23, 24-го з'їздів КПРС; депутат Верховної Ради СРСР 4, 5, 6, 7, 8-го скликань, декілька разів обирався членом ЦК КП УРСР. Делегат 1, 2, 3-го Всесоюзних з'їздів колгоспників, 1969 року обраний членом Союзної ради колгоспів.
Нагороджений 3 орденами Леніна, орденом Жовтневої Революції, 4 іншими орденами, медалями.
Серед його учнів — двічі Герой Соціалістичної Праці Павло Ведута, Герой Соціалістичної Праці Марія Дмитрівна Шолар; тісні виробничі взаємини були із Двічі Героєм Соціалістичної Праці кукурудзівником Євгеном Блажевським.
1960 року вийшла друком книга «В чорноморських степах», яку зі слів Посмітного записав Василь Минко.

## Вшанування, цікаві моменти та родина
Ще за життя в колоспі було встановлено погруддя Посмітного. 1983 року на Одеській кіностудії режисер Тимур Золоєв зняв художній фільм «Весна надії», Посмітного зіграв Микола Михеєв.
Іменем Посмітного названа вулиця в Одесі. Існує премія ім Посмітного — за твори на сільську тематику, серед її лауреатів — журналіст Борис Дубров за новели «Призьба Посмітного».
Його родина, що з часом стала небідною, в 1930-х роках була репресована.
В 1950-х роках допомагав підняти господарство в Зорі, згодом списав зорянському колгоспу 20 тон зерна. При спілкуванні із Володимиром Плютинським жартома оповів: «Не буде з тебе доброго голови колгоспу — мало п'єш».